# Niklas Arnberg
Niklas Arnberg, född 1 december 1969, är en svensk professor i virologi verksam vid Umeå Universitet, ordförande för Virus- och pandemifonden, samt styrelseordförande i Svenska sällskapet för virologi. 
Niklas Arnberg är född i Norrköping. För sina universitetsstudier flyttade han till Umeå för att studera vid Umeå Universitet, och 1996 avlade han en kandidatexamen i molekylärbiologi. Efter avklarade studier på grundnivå doktorerade Arnberg i virologi, även det vid Umeå Universitet, med Göran Wadell som huvudhandledare. 2001 försvarade han sin doktorsavhandling med titeln "Sialic acid as an adenovirus receptor. Implications for tropism and treatment". Under sin tid som doktorand upptäckte han bland annat att adenovirus som orsakar ögonsjukdomen epidemisk keratokonjunktivit (EKC) använder sig av andra receptorer än övriga adenovirus. 2011 blev han professor i virologi, och har sedan dess publicerat ett flertal artiklar bland annat inom fältet virus-receptor interaktioner för humana adenovirus och Coxsackievirus. 
Arnberg har länge vart engagerad i att hitta antivirala läkemedel mot olika virussjukdomar, och redan som doktorand var han med och startade företaget Adenovir Pharma AB som syftade att utveckla läkemedel mot virus-orsakad EKC. Under coronapandemin var han även tidig med att uttrycka vikten av att utveckla nya antiviraler mot SARS-CoV-2 som orsakar Covid-19. 
I form av virusexpert har Arnberg ett flertal gånger uttalat sig i media, bland annat i Malou efter tio, Fråga doktorn, Aftonbladets chatt och i Vetenskapsradion. Vidare har han bland annat vart med i ett avsnitt av SvDs podd "ledarredaktionen" där han pratade om coronapandemin.

## Utmärkelser
- 2007: Kungliga Skytteanska Samfundets pris “to a younger scientist at the Medical Faculty, Umeå University”[5].
- 2009: Eric K. Fernströms pris (svenska priset) "to a younger, especially promising and successful scientist”, medicinska fakulteten, Umeå Universitet[5].
- 2008-2013: Framtidens Forskningsledare, Stiftelsen för Strategisk Forskning[5].
- 2019: Margareta och Eric Modigs pris vid medicinska fakulteten, Umeå Universitet[24].